# Piel Castle

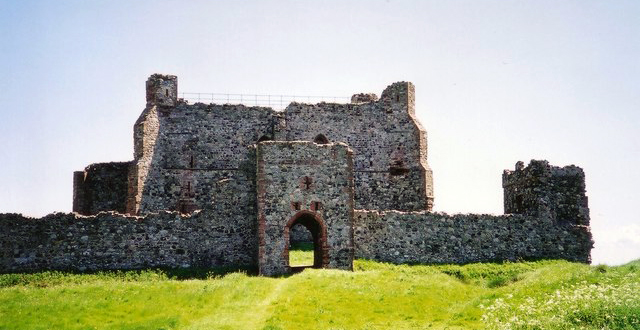
Piel Castle mit dem Torhaus, der Kurtine der Kernburg und dem Donjon

Piel Castle, auch Fouldry Castle oder Pile of Fouldray, ist eine Burgruine am Südostende von Piel Island vor der Küste der Halbinsel Furness in der englischen Grafschaft Cumbria. Die Burg, die John Cockerham, der Abt der benachbarten Furness Abbey, Anfang des 14. Jahrhunderts bauen ließ, sollte der Überwachung des Handels im dortigen Hafen und dem Schutz gegen schottische Überfälle dienen. Als Baumaterial wurden Steine von den umliegenden Stränden verwendet. Die Burg hatte einen großen Donjon, der von einer Kernburg und einer Vorburg umgeben war. 1487 nutzte sie der Yorkist Lambert Simnel, 1534 lag sie bereits in Ruinen und befand sich in den Händen der englischen Krone. Erosion durch die See verursachte Anfang des 19. Jahrhunderts beträchtliche Schäden an der Ruine. In den 1870er-Jahren ließ der Eigentümer, Walter Montagu Douglas Scott, der Duke of Buccleuch, umfangreiche Restaurierungsarbeiten ausführen und Außenwerke aufrichten, um die Ruine vor weiteren Schäden durch die See zu schützen. 1920 wurde die Burgruine an die Stadt Barrow-in-Furness abgegeben und wird heute von English Heritage verwaltet.

## Geschichte
Piel Castle wurde auf Piel Island errichtet, von wo aus man den Tiefwasserhafen Piel Harbour außerhalb des Hafens von Barrow (heute Barrow-in-Furness) überwachen konnte. Es könnte sich früher eine Festung aus dem 12. Jahrhundert auf der Insel befunden haben, die möglicherweise von örtlichen Mönchen in der Regierungszeit von König Stephan erbaut worden war, aber das ist nicht sicher. Die heutige Burg ließ John Cockerham, der Abt der Furness Abbey, um 1327 errichten, als König Eduard III. der Abtei die Erlaubnis zum Bau befestigter Gebäude auf ihrem Gebiet (englisch Licence to Crenellate) gab. Die aus einem Donjon, einer Kern- und einer Vorburg bestehende Burg sollte zur Überwachung und Verteidigung des Hafens dienen, da die Abtei in den Jahren 1316 und 1322 schottische Überfälle erleiden musste.

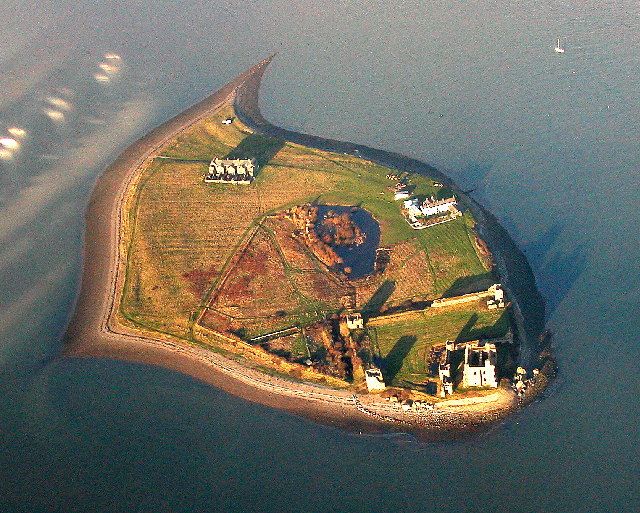
Piel Castle und die umgebende Insel. Man sieht den Donjon (rechts unten) sowie die Kern- und Vorburg.

Der Architekturhistoriker Anthony Emery meint, dass die Burg in drei Phasen gebaut wurde. Man begann mit dem Donjon in der Mitte, der seiner Meinung nach eher als nicht befestigte Sommerresidenz für den Abt gedacht war. Mit der wachsenden Bedrohung durch die Schotten und der königlichen Erlaubnis zum Bau eines befestigten Gebäudes wurde nach Ansicht Emerys die Kernburg als Verteidigungsanlage für den Donjon errichtet, dem die Errichtung der Vorburg als dritte Phase folgte.
1408 stellte der Abt John Bolton fest, dass die Kosten der Unterhaltung der Burg enorm hoch waren, und wollte die Verteidigungsanlagen abreißen lassen, wurde aber von König Heinrich IV. davon abgehalten. Dem folgte eine Phase des Wiederaufbaus um 1429. Die Abtei nutzte die Burg auch zum Schmuggeln, was zu Beschwerden der Kaufleute aus dem englisch kontrollierten Calais führte. Sie beklagten, dass die Abtei Wolle verschiffte, was damals nur über den französischen Hafen legal war. 1487 landete der Yorkist Lambert Simnel auf der Insel. Er suchte die Hilfe örtlicher Unterstützer und hielt Hof auf der Burg. Dann zog er landeinwärts und wurde schließlich in der Schlacht von Stoke besiegt. 1534 lag die Burg schon in Ruinen und wurde als „waidwund verfallen“ beschrieben. 1537 ging die Burgruine bei der Auflösung der Abtei an die englische Krone über, und nach 1660 wurde sie an George Monck, 1. Duke of Albemarle, verlehnt.
Ende des 18. Jahrhunderts wurde die Insel zur Lotsenbasis und die Burg Eigentum der Dukes of Buccleuch. 1811 besuchte der Dichter William Wordsworth die Gegend und schrieb ein Gedicht mit dem Titel Peele Castle, in dem er das Gelände beschrieb. Die See verursachte in dieser Zeit beträchtliche Erosion, sodass Anfang des 19. Jahrhunderts eine Seite des Donjons einstürzte. Walter Montagu Douglas Scott, der Duke of Buccleuch, kaufte den Rest der Insel und ließ in den Jahren 1877 und 1878 umfangreiche und teure Restaurierungsarbeiten an der Burgruine ausführen. So wurden die meisten Spuren der mittelalterlichen Bewohner vernichtet. Teile der Restaurierungsarbeiten waren der Bau von Außenwerken, die die Burgruine vor weiterer Erosion durch die See schützen sollten, die Beseitigung von Schäden an den Werksteinbauteilen der Burg und der Schutz der Oberkanten der Steinmauern.
1919 entschied sich John Montagu Douglas Scott, 7. Duke of Buccleuch, Insel und Burgruine zu verkaufen. Der Bürgermeister von Barrow, Alfred Barrow, erhob dagegen Einspruch und der Herzog erklärte sich im Folgejahr damit einverstanden, Insel und Burgruine den örtlichen Behörden als Kriegerdenkmal für die Gefallenen des Ersten Weltkrieges zu überlassen. 1973 ging die Burg in die Hände der britischen Regierung über und wird heute von English Heritage verwaltet, die das Anwesen als Touristenattraktion betreibt. Eine archäologische Untersuchung wurde von English Heritage 1984 bestellt; Rachel Newman von der Lancaster University führte sie durch. Die Ergebnisse der Untersuchung führten zu einem Restaurierungsprogramm, das 1991 abgeschlossen wurde. Die Burgruine ist als historisches Bauwerk I. Grades gelistet.

## Architektur

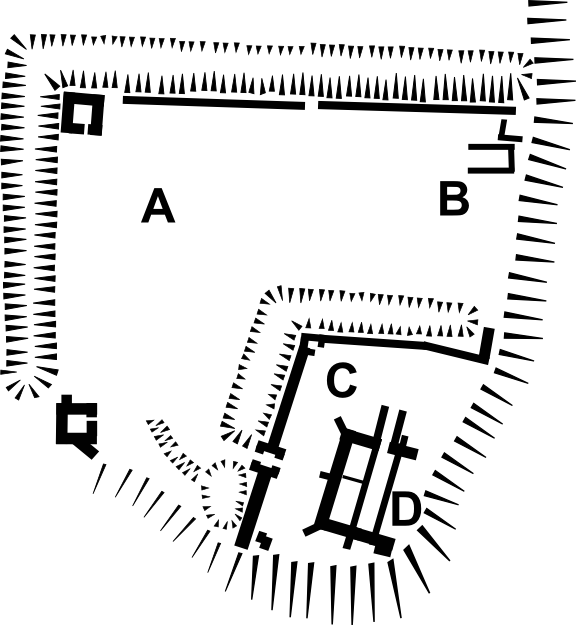
Grundriss von Piel Castle; A – Vorburg; B – Kapelle; C – Kernburg; D – Donjon

Die Burg ist als Ringburg mit einem Donjon in der südöstlichen Ecke gebaut. Letzterer wird durch eine Kern- und eine Vorburg mit steinernen Kurtinen geschützt, die sich vom Donjon aus nach Nordwesten erstrecken. Die Burg wurde aus Steinen erbaut, die man vor Ort am Strand fand und die mit Flüssigmörtel verbunden wurden. Kleinteiligeres Mauerwerk um die Fenster und Türen entstand aus rotem Sandstein-Werkstein, der vom Festland herübergebracht wurde. Ein Großteil der umgebenden Insel fiel der Erosion durch die See zum Opfer und auch ein Teil der Burg ging so verloren. Heute kann man noch abgefallene Steinfragmente auf dem Strand unterhalb der Burgruine sehen.
Der dreistöckige Donjon steht auf einem niedrigen Mound aus Ton, der dem gleicht, aus dem die Basis der übrigen Burg besteht. Der Donjon ist 13,7 Meter hoch, bedeckt eine Grundfläche von 23 Metern × 22,5 Metern, ist mit hervorstehenden Strebewerken verstärkt und hat einen Turm an der Südostecke. Der ursprüngliche Eingang befand sich auf Erdgeschossniveau, aber später wurde ein 7,6 Meter × 4,9 Meter großes Torhaus auf der Nordseite gebaut, sodass der Eingang auf das Niveau des ersten Obergeschosses angehoben wurde. Eine behauene, weibliche Figur, die wohl Salome darstellen soll, kann man über dem Eingangsbogen sehen. Der Donjon hatte große Fenster im Erdgeschoss und ersten Obergeschoss, die unteren Fenster wurden später zugemauert. Ungewöhnlich war die Dreiteilung des Grundrisses, die dafür sorgte, dass sich in jedem Stockwerk in der Mitte eine Halle ergab. Die Ostseite des Donjons stürzte infolge der Erosion durch die See ein. Anthony Emery meint, dass der Ausdruck „Donjon“ für dieses Gebäude unpassend sei; es sei eher ein Wohnturm, ähnlich dem von Langley Castle.
Kern- und Vorburg wurden ebenfalls durch Erosion beschädigt; sie bildeten ursprünglich konzentrische Quadrate um den Donjon und wurden durch Gräben geschützt. Die Kurtine der Vorburg, teilweise 2,4 Meter dick, hat nicht mehr viel Substanz, könnte aber auch schon recht schwach gewesen sein, als sie gebaut wurde. Sie wird durch einen Graben geschützt, der bis zu 13 Meter breit und 3 Meter tief ist. Beide Burghöfe sind durch Türme geschützt, die der Vorburg sind jeweils 4,7 Meter breit. Die Kurtine der Kernburg ist 2,4 Meter dick und durch einen 7,6 Meter breiten Graben geschützt. Ihre Türme wurden später hinzugefügt und auch das Torhaus in der Kurtine der Kernburg wurde erst kurz nach Fertigstellung der Burg errichtet. Die Verteidigungsanlagen waren bereits nach ihrer Fertigstellung schon etwas unmodern. In der Vorburg findet sich ein Gebäude, das „Die Kapelle“ genannt wird und 9,4 Meter × 4,6 Meter groß ist. Sein ursprünglicher Zweck ist nicht bekannt, es scheint spät in der Geschichte der Burg errichtet worden zu sein, möglicherweise erst, nachdem sie zur Ruine geworden war.
Es gibt örtliche Legenden über einen Tunnel zwischen der Burg und der Furness Abbey, der angeblich den Mönchen als Fluchtmöglichkeit vom Festland diente. Allerdings wurde kein solcher Tunnel gefunden.